# Sainte-Maure de Touraine
El Sainte-Maure de Touraine es un queso francés de la región central, departamento de Indre y Loira y de algunos municipios limítrofes, que se beneficia de una AOC desde 1990, y DOP a nivel europeo por el Reglamento de la Comisión n.º 1107/96. Francia no pidió la protección del término «Sainte-Maure», que es por lo tanto genérico y se refiere a quesos de cabra en forma de rulo que no cumplen con los requisitos de la AOC.

## Historia
El sainte-maure-de-touraine es el más popular de los quesos de Turena y el más típico representante del chèvre, esto es, del queso de cabra francés. Recibe su nombre de la pequeña ciudad de Sainte-Maure-de-Touraine, en el departamento de Indre-et-Loire, cerca de Chinon. La villa se llamó en el pasado Arciacum hasta 1570. La elaboración de quesos de cabra en la región de Turena data de la Edad Media. Se dice que fue inventado durante las invasiones musulmanas de tiempos de Carlomagno, cuando se introdujo la ganadería de cabra en la región. A principios del siglo XIX se le llamaba Sainte-Maure. Balzac lo menciona en sus notas. La producción del queso se organizó después de la Segunda Guerra Mundial, obteniendo la AOC en 1990.

## Denominación de origen
A nivel nacional, en Francia, el Sainte-Maure de Touraine es reconocido como appellation d'origine contrôlée (AOC) desde 1990.A partir de 1996, es una denominación de origen protegida (PDO) ante la Unión Europea. A nivel internacional, cuenta con registro como denominación de origen, conforme al Sistema de Lisboa, ante la Organización Mundial de la Propiedad Intelectual, desde el 29 de junio de 1998.

## Elaboración
Se elabora con leche cruda de cabra. La maduración tarde de 10 días a 6 semanas. 1.065 toneladas de sainte-maure-de-touraine se produjeron en 2003 . Desde que obtuvo la denominación de origen, se ha incrementado notablemente su producción, que era de 275 toneladas (casi un incremento del 300%). Hoy es el segundo chèvre AOC de Francia en cuanto a volumen de producción, sólo superado por el Crottin de Chavignol.

## Características

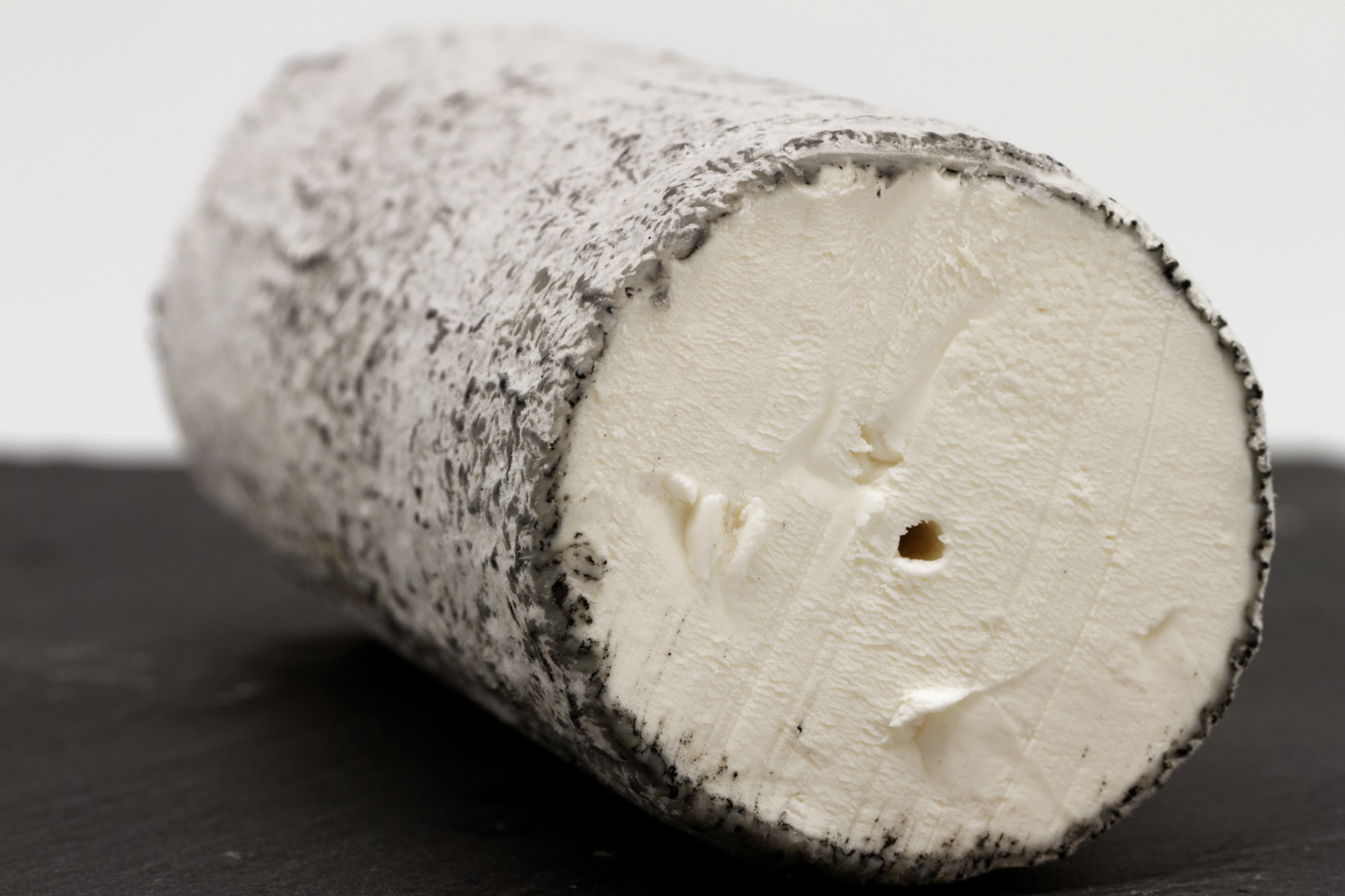
Detalle

El queso acabado tiene un 45% de materia grasa. El sainte-maure-de-touraine se reconoce fácilmente por una paja que lo atraviesa de parte a parte, grabada con el número del productor. Esta paja tiene sólo un interés histórico; en el pasado, se insertaba para mantener unida la frágil pasta del queso. Para facilitar el corte, se puede perfectamente quitar la paja del centro. Tiene la forma de un pequeño leño de unos 16-17 centímetros de largo y 250 gramos de peso; de ahí que también se le llame fromage long (queso largo). 
El sainte-maure-cendré está cubierto de cenizas siguiendo un antiguo método que permitía conservarlo mejor. La corteza es fina de color blanco o ligeramente azulado debido al moho, con manchas blancas o azuladas, pero se puede comer. La pasta es firme, de color blanco o marfil, sin prensar ni cocer, con textura un poco calcárea. A diferencia de otros quesos chèvres, que son suaves, frescos y untables, este es duro, se desmigaja fácilmente y ácido. Los quesos frescos son húmedos y granulados, pero conforme se desarrolla el moho, los quesos se secan, endurecen y se hacen más densos. El olor es caprino. El sabor, ligeramente salado, pleno, rancio y cítrico, que se intensifica conforme madura. 
Su periodo de degustación óptimo es de abril a agosto después de una maduración de 4 a 5 semanas, pero también resulta excelente de marzo a noviembre. Puede servirse en ensalada de nueces. Marida con vinos de su región, un vino tinto ligero y frutal, Bourgueil, Chinon, Gamay o Cabernet d'Anjou, o un vino blanco seco, Touraine blanc.